# 河野正輝
河野 正輝（かわの まさてる、1941年7月26日- ）は、日本の法学者。専門は社会保障法。法学博士（九州大学・論文博士・1988年）（学位論文）。九州大学名誉教授。
日本障害法学会代表理事（2016-2020年・初代）、日本社会保障法学会代表理事（2000-2002年）、九州大学法学部長（1996-1998年）、日本学術会議会員（第19期）などを務めた。

## 略歴
- 1941年 宮崎県串間市生まれ
- 1960年 宮崎県立福島高等学校卒業
- 1964年 九州大学法学部卒業
- 1966年 九州大学大学院法学研究科修士課程修了
- 1966年 岡山大学法文学部助手
- 1968年 同講師
- 1972年 同助教授
- 1980年 岡山大学法学部教授
- 1988年 九州大学法学部教授
- 1992年 福岡市国民健康保険運営協議会委員
- 1993年 福岡県特別養護老人ホーム契約入所システム検討委員会委員長
- 1993年 福岡県高齢化社会長期ビジョン検討委員会委員
- 1994年 日本学術会議社会法学研究連絡委員会委員
- 1996年 九州大学法学部長（1998年6月まで）
- 1997年 （社）日本腎臓移植ネットワーク（九州沖縄ブロックセンター）地域評価委員
- 1999年 福岡地方最低賃金審議会委員（2011年3月まで会長）
- 2000年 日本社会保障法学会代表理事（2002年1月まで）
- 2001年 大学設置・学校法人審議会専門委員（大学設置分科会）
- 2001年 大学評価・学位授与機構大学評価委員会専門委員
- 2001年 国立社会保障・人口問題研究所研究評価委員
- 2003年 九州大学大学院法学研究院教授を退職。九州大学名誉教授。
- 2003年 熊本学園大学社会福祉学部教授
- 2003年 日本学術会議会員（第19期）
- 2012年 熊本学園大学社会福祉学部教授を退職[2][3]。
- 2016年 日本障害法学会代表理事（～2020年）

## 著書

### 単著
- 『社会福祉の権利構造』有斐閣 1991
- 『社会福祉法の新展開』有斐閣 2006
- 『障害法の基礎理論』法律文化社 2020

### 共編著
- 『住居の権利 ひとり暮し裁判の証言から』木梨芳繁・下山瑛二共編著 ドメス出版 住宅政策研究 1981
- 『介護保険法 法案に対する新たな提案』佐藤進共編 法律文化社 1997
- 『高齢者の法』菊池高志共編 有斐閣 1997
- 『新現代社会福祉法入門』佐藤進共編 法律文化社 現代法双書 2000
- 『新現代社会保障法入門』窪田隼人, 佐藤進共編 法律文化社 現代法双書 2000
- 『福祉サービスと自立支援』大熊由紀子,北野誠一共編 有斐閣 講座障害をもつ人の人権 2000
- 『権利保障のシステム』関川芳孝共編 有斐閣 講座障害をもつ人の人権 2002
- 『社会福祉法入門』増田雅暢,倉田聡共編 有斐閣 2004
  - 『社会福祉法入門 第2版』阿部和光, 増田雅暢,倉田聡共編 有斐閣 2008
  - 『社会福祉法入門 第3版』阿部和光, 増田雅暢,倉田聡 共編 有斐閣 2015
- 『社会保障論』中島誠,西田和弘共編 法律文化社 2007
- 『障がいと共に暮らす 自立と社会連帯』東俊裕共編著 放送大学教育振興会 2009
- 『レクチャー社会保障法』江口隆裕共編 法律文化社 αブックス 2009
- 『社会保険改革の法理と将来像』良永彌太郎,阿部和光,石橋敏郎共編 法律文化社 2010

### 翻訳
- ダニー・ピーテルス『社会保障の基本原則』監訳 法律文化社 熊本学園大学付属社会福祉研究所社会福祉叢書 2011

## 論文
- <河野正輝

## 門下生
- 山田晋 - 広島修道大学教授
- 高倉統一 - 熊本学園大学教授
- 西田和弘 - 岡山大学教授
- 石田道彦 - 金沢大学教授
- 丸谷浩介 - 九州大学教授
- 平部康子 - 佐賀大学教授
- 木村茂喜 - 西南女学院大学教授
- 原田啓一郎 - 駒沢大学教授
- 廣田久美子 - 福岡県立大学准教授
- 柴田滋 - 国際医療福祉大学准教授
- 田中秀一郎 - 岩手県立大学准教授
- 星野秀治 - 星槎道都大学専任講師